# Xurta
Xurta (àrab Shurta) és el nom de la policia als territoris històricament musulmans. Es va donar des dels primers temps a unes forces d'elit encarregades d'imposar la llei i l'orde. A l'Àndalus hi havia fins a tres classes de xurta segons l'historiador i arabista Levi-Provençal.